# Codi ATC P01
El  codi ATC P01, descrit com Antiprotozoaris, és una subgrup terapèutic de l'Anatomical, Therapeutic, Chemical Classification System (ATC). La classificació ATC és un sistema de codis alfanumèric desenvolupat per l'Organització Mundial de la Salut (OMS) per als fàrmacs i altres productes sanitaris. El subgrup P01 és part del grup anatòmic P Productes antiparasitaris, insecticides i repel·lents.

Els codis per a ús veterinari (codis ATCvet) poden han estat creats afegint la lletra Q davant dels codis ATC humans: QP01... 
Les adaptacions estatals de la classificació ATC poden incloure codis addicionals no presents en aquesta llista, que segueix la versió de l'OMS.

## P01A Agents contra l'amebiasii altres malalties perprotonotaris
P01A A Derivats de d'hidroxiquinoleïna
P01A B Derivats del nitroimidazol
P01A C Derivats de la dicloroacetamida
P01A R Composts de l'arsènic
P01A X Altres agents contra l'amebiasi i altres malalties per protonotaris

## P01BAntipalúdics
P01B A Aminoquinolines
P01B B Biguanides
P01B C Metanolquinolines
P01B D Diaminopirimidines
P01B X Altres antipalúdics

## P01C Agents contra laleishmaniosisi altrestripanosomosis
P01C A Derivats del nitroimidazol
P01C B Composts antimonials
P01C C Derivats del nitrofurà
P01C D Composts de l'arsènic
P01C X Altres agents contra la leishmaniosis i tripanosomosis